# Битистаун (Њу Џерзи)
Битистаун (енгл. Beattystown) насељено је место без административног статуса у америчкој савезној држави Њу Џерзи.

## Демографија
По попису из 2010. године број становника је 4.554, што је 1.331 (41,3%) становника више него 2000. године.
| Група             | 2000.         | 2010.         |
| Белци             | 2.826 (87,7%) | 3.376 (74,1%) |
| Афроамериканци    | 53 (1,6%)     | 225 (4,9%)    |
| Азијати           | 60 (1,9%)     | 218 (4,8%)    |
| Хиспаноамериканци | 210 (6,5%)    | 669 (14,7%)   |
| Укупно            | 3.223         | 4.554         |